# سیارک ۱۶۵۹۰
سیارک ۱۶۵۹۰ (به انگلیسی: 16590 Brunowalter، نامگذاری:1992SM2) شانزده هزار و پانصد و نودمین سیارک کشف شده‌است که در ۲۱ سپتامبر ۱۹۹۲ کشف شد.
قدر مطلق سیارک برابر ۱۴٫۲۰ است.